# ليو شتولتس
ليو شتولتس (بالألمانية: Leonard Stolz)‏ هو لاعب كرة قدم ألماني في مركز الوسط، ولد في 15 فبراير 1991 في ميونخ في ألمانيا. لعب مع ميونخ 1860 ونيو يورك ريد بولز 2 ونيويورك ريد بولز.

## وصلات خارجية
- ليو شتولتس على موقع الدوري الأمريكي (الإنجليزية)
- ليو شتولتس على موقع قاعدة بيانات كرة القدم.إي يو (الإنجليزية)
- ليو شتولتس على موقع بيانات كرة القدم. دي إي (الألمانية)
- ليو شتولتس على موقع Soccerway.com (الإنجليزية)
- ليو شتولتس على موقع عالم كرة القدم.نت (الإنجليزية)
- ليو شتولتس على موقع AS.com (الإسبانية)